# LHS 1140
LHS 1140 (également TOI-256) est un système situé à 40 années-lumière de la Terre dans la constellation de la Baleine et au sein duquel quatre objets sont connus. L'objet primaire est une étoile naine rouge et les trois autres sont des planètes : une de type super-Terre située dans la zone habitable de l'étoile (2017), une de masse terrestre située plus près de l'étoile (juillet 2018) et une candidate de dimensions intermédiaires à l'extérieur des précédentes (juillet 2018).

## Structure et membres
| Planète | Masse          | Demi-grand axe (ua)  | Période orbitale (jours)   | Excentricité | Inclinaison     | Rayon            |
| ------- | -------------- | -------------------- | -------------------------- | ------------ | --------------- | ---------------- |
| b       | 6,38 ± 0,45 M🜨 | 00,093 6 ± 0,002 4   | 24,736 914 8 ± 0,000 005 8 | < 0,06       | 89,912 ± 0,071° | 1,641 ± 0,048 R🜨 |
| c       | 1,77 ± 0,17 M🜨 | 00,026 75 ± 0,000 70 | 03,777 931 ± 0,000 003     | < 0,31       | 89,92°          | 1,169 ± 0,038 R🜨 |
| d       | 3,9 ± 1,1 M🜨   | 0,210                | 79,22+0,55 −0,58           | < 0,45       |                 | 1,9 ± 0,7 R🜨     |

### LHS 1140 a, l'étoile
LHS 1140 est une étoile de la constellation de la Baleine, elle est située à 40 années-lumière de notre Système solaire. Elle est l'objet central d'un système qui comprend à ce jour deux planètes confirmées, LHS 1140 b et LHS 1140 c, ainsi qu'une candidate, LHS 1140 d.

### LHS 1140 b, super-Terre dans la zone habitable
LHS 1140 b est une planète rocheuse et une super-Terre d'environ 6,7 masses terrestres, un rayon d'environ 1,4 fois celui de la Terre et une insolation de 46 % celle de la Terre. Sa période de révolution est de près de 25 jours. Son âge est estimé à plus de cinq milliards d'années. De par une plus forte activité stellaire à ses débuts, sa présence en zone habitable est datée à environ quarante millions d'années après sa formation. Avant son entrée en zone habitable, l'eau présente a pu subir un emballement de l'effet de serre et s'être dissociée dans la haute atmosphère bien qu'un dégazage se soit possiblement étalé au-delà de ces quarante millions d'années et ainsi préservé une partie de l'eau.

### LHS 1140 c, Terre chaude
Le 2 juillet 2018, lors de la conférence Exoplanets II, David Charbonneau annonce la découverte d'une planète de masse terrestre ayant une période orbitale de 3,8 jours par Kristo Ment, Jason Dittman et Nicola Astudillo-Defru et leurs collaborateurs.

### Articles scientifiques
- [Dittmann et al. 2017] (en) Jason A. Dittmann et al., « A temperate rocky super-Earth transiting a nearby cool star » [« Une super-Terre rocheuse tempérée qui transite devant une étoile froide proche »], Nature, vol. 544, no 7650,‎ 19 avril 2017, p. 333–336 (DOI 10.1038/nature22055, lire en ligne)Les co-auteurs sont, outre Jason A. Dittmann, Jonathan M. Irwin, David Charbonneau, Xavier Bonfils, Nicola Astudillo-Defru, Raphaëlle D. Haywood, Zachory K. Berta-Thompson, Elisabeth R. Newton, Joseph E. Rodriguez, Jennifer G. Winters, Thiam-Guan Tan, Jose-Manuel Almenara, François Bouchy, Xavier Delfosse, Thierry Forveille, Christophe Lovis, Felipe Murgas, Francesco Pepe, Nuno C. Santos, Stéphane Udry, Anaël Wünsche, Gilbert A. Esquerdo, David W. Latham et Courtney D. Dressing.

### Communiqués de presse
- Observatoire européen austral, « Une exoplanète nouvellement découverte pourrait être la meilleure candidate pour la recherche de traces de vie », communiqué de presse scientifique eso1712fr,‎ 19 avril 2017 (lire en ligne)